# كهف بنج
كهف بنج (بالألمانية: Binghöhle) هو كهف استعراضي من الحجر الجيري في فيسنتآل، بافاريا، ألمانيا. تم اكتشافه في عام 1905 من قبل الصناعي والشاعر وكاتب المذكرات وعالم الطبيعة الهواة إجناز بنج (1840–1918)، المؤسس المشارك مع شقيقه أدولف بينج لشركة جيبرودر بينغ للألعاب والسلع المنزلية في نورنبرغ.